# مارك ميلي
مارك ألكسندر ميلي (بالإنجليزية: Mark A. Milley) (20 يونيو 1958) هو ضابط في جيش الولايات المتحدة برتبة جنرال بأربعة نجوم والرئيس العشرون لهيئة الأركان المشتركة الأمريكية منذ مارس 2019، وهو المنصب العسكري الأعلى في القوات المسلحة الأمريكية.
كان ميلي الرئيس التاسع والثلاثون لأركان الجيش وشغل سابقا منصب القائد العام الحادي والعشرون من قيادة قوات الجيش الأمريكي من 15 أغسطس 2014 إلى 9 أغسطس 2015.
الميلاد والدراسة:
ولد ميلي في وينشستر -ماساتشوستس والتحق بمدرسة بلمونت هيل.
- تخرج ميلي من جامعة برينستون بدرجة بكالوريوس الآداب في السياسة عام 1980 بعد إكمال أطروحة طويلة من 185 صفحة بعنوان «تحليل نقدي لمنظومة حرب العصابات الثورية بين النظري والتطبيقي».[1]
- يحمل ميلي أيضًا درجة الماجستير في العلاقات الدولية من جامعة كولومبيا
- درجة ماجستير أخرى من الكلية الحربية البحرية في الأمن القومي والدراسات الاستراتيجية.
- وهو أيضًا أحد الحضور في برنامج دراسات الأمن القومي التابع لمركز معهد ماساتشوستس للتكنولوجيا للدراسات الدولية

الحياة المهنية:على الرغم من أن ميلي عمل كضابط دروع من خلال برنامج تدريب ضباط الاحتياط في جيش برينستون في عام 1980، فقد أمضى معظم حياته المهنية في مهام المشاة..
خدم ميلي في الفرقة 82 المحمولة جواً، ومجموعة القوات الخاصة الخامسة،  وفرقة المشاة السابعة، وفرقة المشاة الثانية، ومركز التدريب على الاستعداد المشترك، وفرقة المشاة الخامسة والعشرين، وأركان العمليات بهيئة الأركان المشتركة، وكقائد عسكري. [[مساعد وزير الدفاع في البنتاغون. في نوفمبر 2000، شارك في لعبة هوكي الجليد السنوية الثانية للجيش والبحرية في هونولولو، هاواي، وهو حدث خيري يستفيد منه لاعبي هوكي الجليد الشباب في المنطقة.
شغل الجنرال ميلي مناصب قيادية وأركان متعددة في ثمانية فرق وقوات خاصة على مدار الـ 39 عامًا الماضية ليشمل قيادة الكتيبة الأولى، المشاة 506، فرقة المشاة الثانية؛ قاد ميلي فريق اللواء القتالي الثاني، الفرقة الجبلية العاشرة (الخفيفة) من ديسمبر 2003 إلى يوليو 2005، وشغل منصب نائب القائد العام (العمليات)، الفرقة 101 المحمولة جواً من يوليو 2007 إلى أبريل 2008، وكان قائد الفرقة الجبلية العاشرة من نوفمبر 2011 إلى ديسمبر 2012. [10] ثم شغل منصب القائد العام للفيلق الثالث، ومقره في فورت هود، تكساس، من 2012 إلى 2014، [11] وكقائد عام لقيادة قوات جيش الولايات المتحدة، ومقرها في فورت براج بولاية نورث كارولينا، من 2014 إلى 2015 تم تعيينه رئيسًا لأركان جيش الولايات المتحدة في 14 أغسطس 2015
العمليات التي شارك فيها
شارك ميلي في عدة عمليات عسكرية مختلفة، بما في ذلك:
- قوات حفظ السلام الدولية، سيناء، مصر
- عملية القضية العادلة، بنما
- عملية دعم الديمقراطية، هايتي
- حرب البوسنة والهرسك، البوسنة والهرسك
- حرب العراق، العراق
- عملية الحرية الدائمة، أفغانستان

شهدت واشنطن العاصمة في يونيو 2020 كغيرها من المدن الأمريكية احتجاجات منددة بمقتل جورج فلويد. فرقت السلطات يوم 1 يونيو محتجين بالقرب من البيت الأبيض بالقوة مستخدمة الغاز المسيل للدموع والرصاص المطاطي، ثم سار بعدها الرئيس الأمريكي دونالد ترامب إلى كنيسة القديس يوحنا التاريخية من أجل التقاط الصور. أثار ظهور ميلي بالملابس العسكرية رفقة ترامب في جولته للكنيسة انتقادات من المشرعين والعديد من كبار المسؤولين العسكريين السابقين. أقر ميلي في رسالة فيديو مسجلة يوم 11 يونيو أن مراقفته ترامب في تلك الجولة كان «خطأ»، جعل الجيش يبدو متورطا في السياسة الداخلية.

## رئيس هيئة الأركان المشتركة

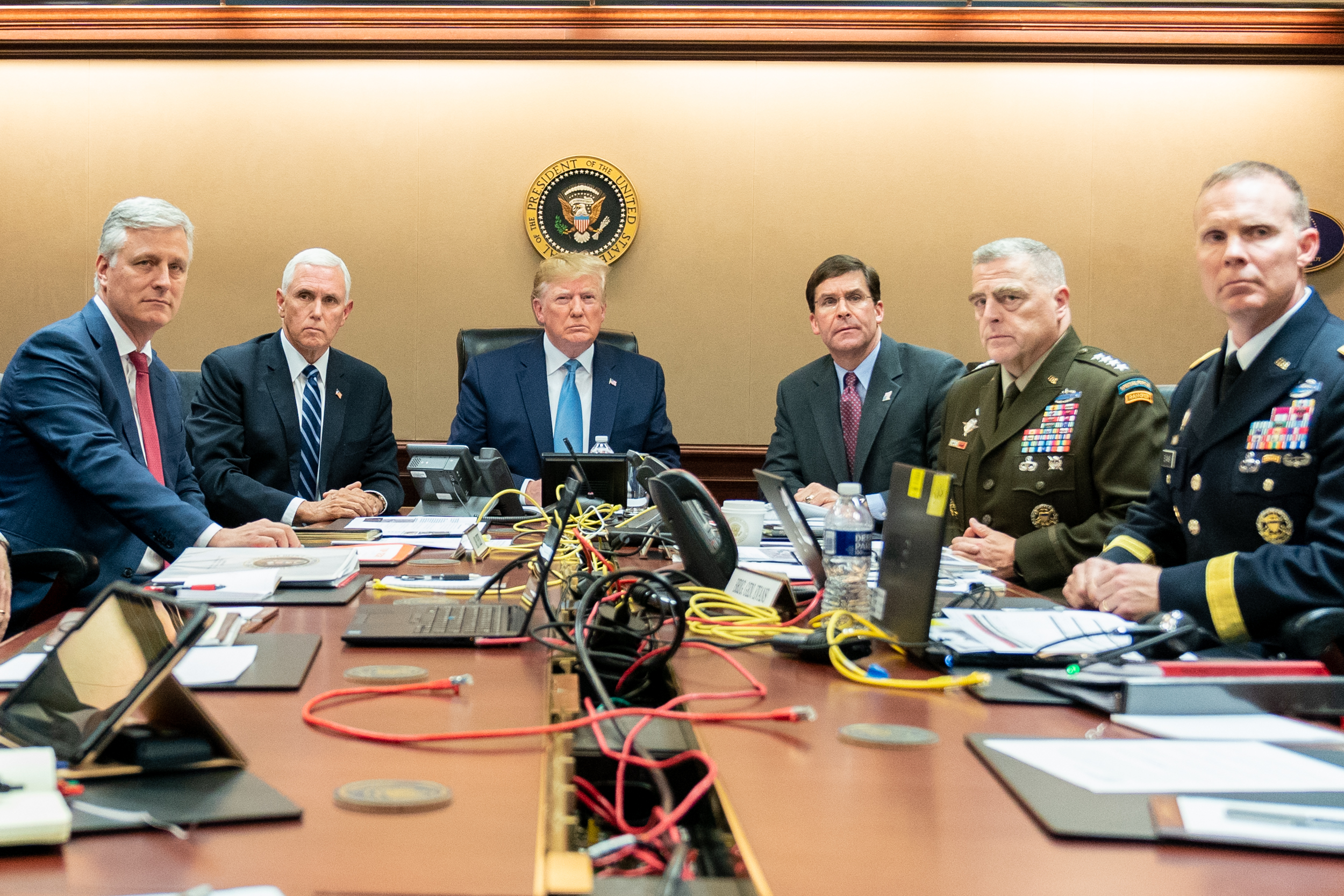
الجنرال مارك ميلي بصفته رئيس هيئة الأركان المشتركة في غرفة عمليات البيت الأبيض أثناء الغارة الأمريكية على أبو بكر البغدادي في عام 2019

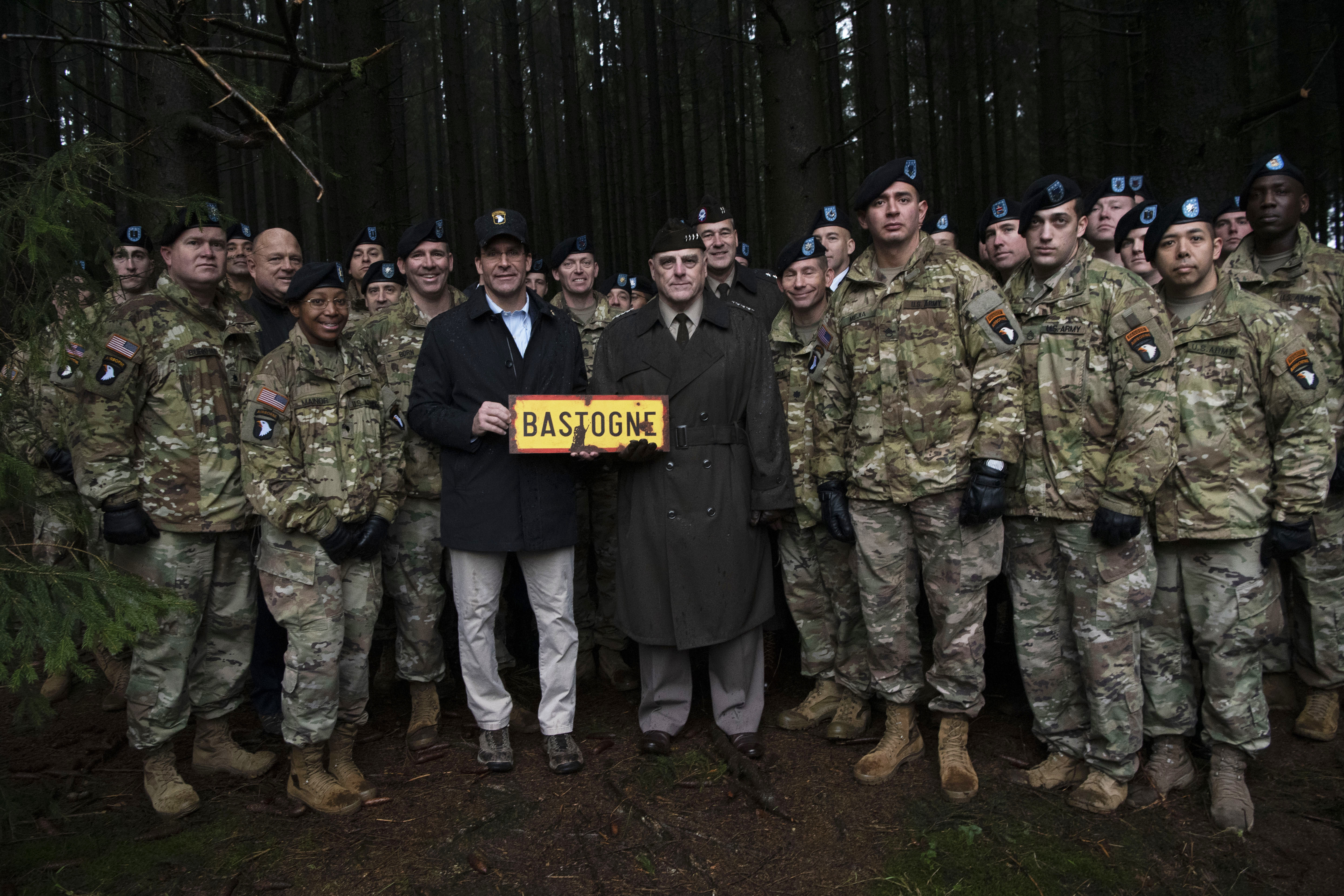
وزير الدفاع مارك إسبر والجنرال ميلي وأعضاء الفرقة 101 المحمولة جواً يقومون بجولة في Bois Jacques خلال الذكرى 75 لمعركة الثغرة

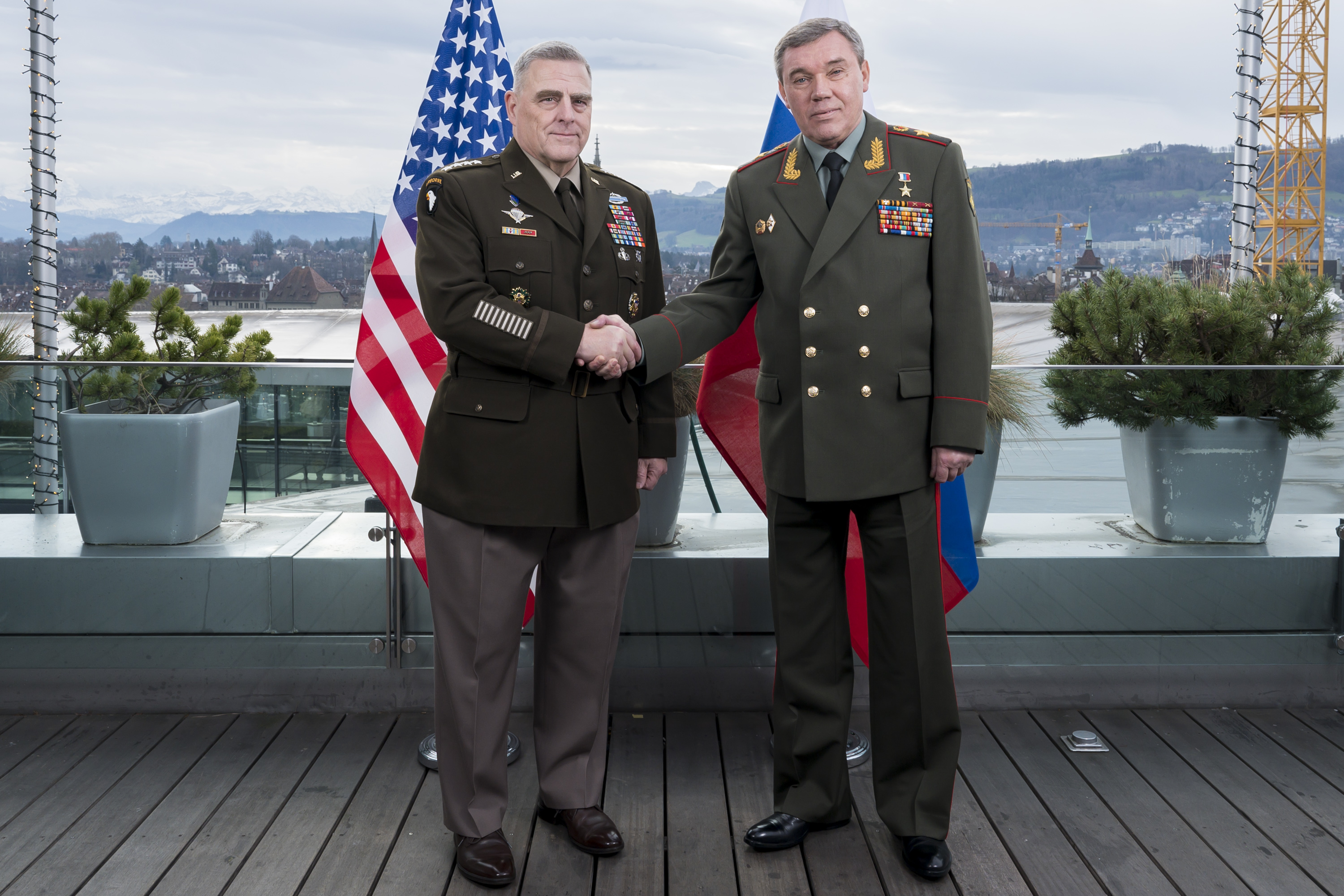
الجنرال ميلي مع رئيس الأركان العامة روسيا الجنرال فاليري جيراسيموف في برن ، سويسرا

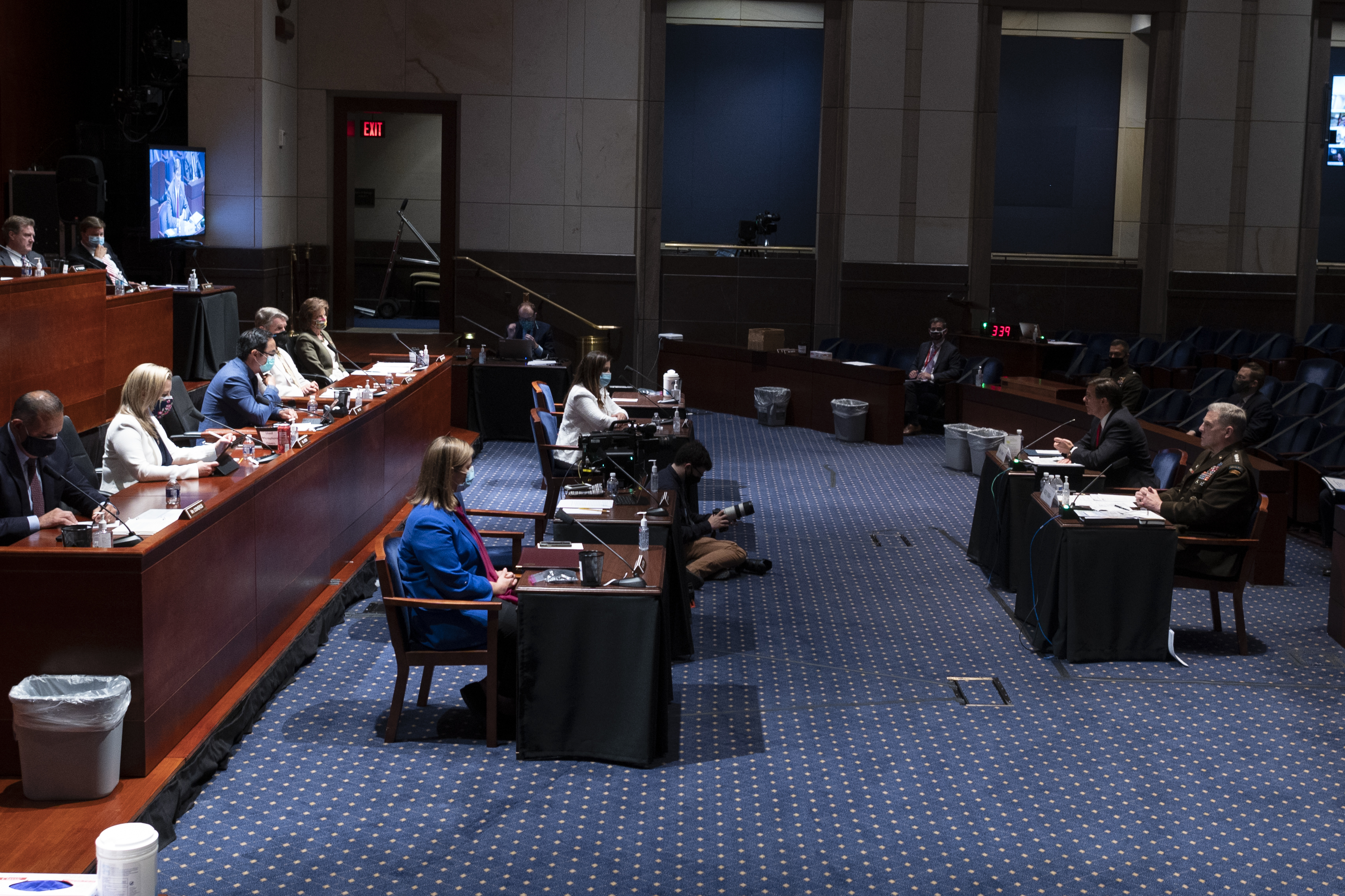
وزير الدفاع مارك إسبر والجنرال بالجيش الأمريكي مارك ميلي، رئيس هيئة الأركان المشتركة يقدمان شهادتيهما أمام مجلس النواب الأمريكي بشأن سلطات وزارة الدفاع والأدوار المتعلقة بإنفاذ القانون المدني في واشنطن العاصمة ، 9 يوليو 2020